# Abu Bakr ibn Mujahid
Abu Bakr Ahmad ibn Musa ibn al-Abbas ibn Mujahid al-Atashi (en árabe: أبو بكر أحمد بن موسى بن العباس بن مجاهد التميمي‎, romanizado: Abū Bakr Aḥmad ibn Mūsā ibn al-ʿAbbās Ibn Mujāhid al-ʿAṭashī ) (245-324 año de la Hégira/859 o 860-936 EC) fue un erudito islámico, más conocido por establecer y delinear las siete lecturas coránicas canónicas (qira'at) en su obra Kitāb al-sabʿa fī l-qirāʾāt. También se destacó por entregar el cargo de exégesis herética del Corán que reabrió el juicio de Mansur al-Hallaj, que finalmente condujo a su ejecución por orden del califa abasí al-Muqtadir.

## Biografía
Ibn Mujahid nació en Bagdad el 859 o 860 EC/245 AH, donde estudió el hadiz y el Corán. Aprendió esto último de Muhammad ibn Ahmad al-Dajuni y Qunbul,  ambos transmisores de sus lecturas canónicas posteriores. Se desconoce a qué escuela de jurisprudencia islámica se adscribió Ibn Mujahid, aunque expresó admiración por la escuela Shafi'i . Se convirtió en un renombrado especialista en las lecturas coránicas (el tamaño de su círculo de estudio se da entre 84 y 300 estudiantes) y ayudó al visir abasí Ali ibn Isa ibn al-Jarrah a escribir un comentario sobre el texto. Murió el 13 de julio de 936 EC/20 Shaban 324 AH.

## Canonización de las lecturas coránicas
En su Kitāb al-sabʿa fī l-qirāʾāt, ibn Mujahid establece siete lecturas del Corán que luego se conocerían como las 'Siete' canónicas. Tres de sus lectores procedían de Kufa, mientras que los otros eran de La Meca, Medina, Damasco y Basora, todos centros de aprendizaje islámico primitivo. Ellos eran:
- El lector medinés Nafiʽ
- El lector de La Meca Ibn Kathir .
- El lector damasquino Ibn Amir .
- El lector de Basran Abu Amr .
- El lector Kufan Al-Kisa'i .
- El lector de Kufan Hamzah az-Zaiyyat .
- El lector de Kufan Aasim ibn Abi al-Najud .

No se sabe por qué se eligieron tres lectores de Kufa. Según Al-Suyuti, un tal Ibn Jubayr al-Makki había compilado una lista en cinco lecturas, cada una de una ciudad donde el califa Uthman había enviado un códice utmanico. Ibn Mujahid emuló a Ibn Jubayr al incluir cinco lecturas y agregó dos de Kufa para sustituir los códices enviados a Yemen y Baréin, de los que no se había tenido noticias desde que se enviaron. Yasin Dutton sugiere que a Ibn Mujahid le resultó difícil seleccionar solo uno debido a su familiaridad con la ciudad, de ahí la inclusión de tres lectores de tres generaciones diferentes.
También se desconoce por qué ibn Mujahid excluyó otras lecturas disponibles; los eruditos posteriores incluyeron diez y catorce lecturas en sus listas. Los eruditos occidentales han sugerido que siete fueron elegidos basándose en hadices que afirman que el Corán fue revelado en siete ahruf . La elección atrajo críticas de eruditos musulmanes posteriores, quienes comentaron que causaba confusión entre el ahruf y las lecturas canónicas.

## Vistas personales
Al ponerse del lado de los tradicionalistas sobre los gramáticos, ibn Mujahid estaba preocupado por los lectores coránicos que recitaban variantes gramaticalmente sólidas del texto que no tenían precedentes en lecturas transmitidas anteriormente. Estuvo involucrado en el enjuiciamiento de gramáticos-lectores que insistieron en hacerlo, en particular ibn Miqdad e ibn Shannabudh .
También advirtió contra la memorización del Corán sin conocimiento de la gramática árabe, advirtiendo que podría dañar la capacidad del lector para recordar versos. El lector sería entonces propenso a recitar construcciones gramaticalmente incorrectas que serían falsamente atribuidas a sus maestros.